# Iris Tió
Iris Tió Casas (Barcelona, 2 de noviembre de 2002) es una deportista española que compite en natación artística.

## Trayectoria
Nacida en Barcelona, es hija de músicos. A los cinco años, se inició en la natación sincronizada en el Club de Natación Kallípolis una vez a la semana, y con nueve años comenzó a entrenar diariamente.
Participó en varios campeonatos a nivel europeo. Aunque en categoría júnior, el 2017 en Belgrado obtuvo dos medallas de bronce en las pruebas de dúo libre y en rutina combinada, y en mayo de 2018 fue proclamada campeona de España en solitario técnico y libre en el Centro Mundial-86 de Madrid , donde destacó también en las categorías de dúo, equipo y rutina combinada. En el Campeonato Europeo de Natación de 2018, celebrado en Glasgow, en las pruebas preliminares del solo libre quedó en cuarta posición.
En el Campeonato de Europa de Natación de 2021 en Budapest, debutó en la modalidad de dúo con Alisa Ozhogina en una gran competición, donde estrenaron la coreografía prevista para los Juegos Olímpicos, y quedaron en sexta posición. Dos meses después, participó en los Juegos Olímpicos de Tokio 2020,  en las pruebas de natación artística por parejas y equipos. En la prueba por parejas participó con Ozhogina; clasificadas para la final, acabaron en décima posición. En los Juegos Olímpicos de París 2024 logró la medalla de bronce en la prueba de equipo.
Ganó doce medallas en el Campeonato Mundial de Natación entre los años 2022 y 2025, y nueve medallas en el Campeonato Europeo de Natación entre los años 2021 y 2025. En los Juegos Europeos de Cracovia 2023 consiguió dos medallas. En el Mundial de Singapur de 2025, Iris Tió se convirtió en la primera española en ser campeona del mundo en la modalidad de rutina libre individual, un logro que posteriormente repetiría unos días después junto a su compañera Lilou Lluís al convertirse en las primeras españolas en ser campeonas del mundo en la modalidad de dúo libre. Al día siguiente, también se convertiría en la primera española en ganar el oro mundial en la modalidad de dúo libre mixto.
Estudia el grado en Comunicación en la Universidad Internacional de La Rioja.

## Palmarés internacional
| Juegos Olímpicos   | Juegos Olímpicos    | Juegos Olímpicos  | Juegos Olímpicos |
| Año                | Lugar               | Medalla           | Prueba           |
| ------------------ | ------------------- | ----------------- | ---------------- |
| 2024               | París (Francia)     | Medalla de bronce | Equipo           |
| Campeonato Mundial |                     |                   |                  |
| Año                | Lugar               | Medalla           | Prueba           |
| 2022               | Budapest (Hungría)  | Medalla de bronce | Rutina especial  |
| 2023               | Fukuoka (Japón)     | Medalla de oro    | Equipo técnico   |
| 2023               | Fukuoka (Japón)     | Medalla de bronce | Solo técnico     |
| 2023               | Fukuoka (Japón)     | Medalla de bronce | Dúo técnico      |
| 2024               | Doha (Catar)        | Medalla de plata  | Equipo técnico   |
| 2024               | Doha (Catar)        | Medalla de bronce | Dúo técnico      |
| 2025               | Singapur (Singapur) | Medalla de oro    | Solo libre       |
| 2025               | Singapur (Singapur) | Medalla de oro    | Dúo libre        |
| 2025               | Singapur (Singapur) | Medalla de oro    | Dúo libre mixto  |
| 2025               | Singapur (Singapur) | Medalla de bronce | Solo técnico     |
| 2025               | Singapur (Singapur) | Medalla de bronce | Equipo técnico   |
| 2025               | Singapur (Singapur) | Medalla de bronce | Equipo libre     |
| Juegos Europeos    |                     |                   |                  |
| Año                | Lugar               | Medalla           | Prueba           |
| 2023               | Oświęcim (Polonia)  | Medalla de oro    | Equipo técnico   |
| 2023               | Oświęcim (Polonia)  | Medalla de oro    | Equipo libre     |
| Campeonato Europeo |                     |                   |                  |
| Año                | Lugar               | Medalla           | Prueba           |
| 2021               | Budapest (Hungría)  | Medalla de plata  | Equipo libre     |
| 2021               | Budapest (Hungría)  | Medalla de bronce | Equipo técnico   |
| 2024               | Belgrado (Serbia)   | Medalla de oro    | Equipo técnico   |
| 2025               | Funchal (Portugal)  | Medalla de oro    | Dúo libre mixto  |
| 2025               | Funchal (Portugal)  | Medalla de oro    | Equipo técnico   |
| 2025               | Funchal (Portugal)  | Medalla de oro    | Equipo libre     |
| 2025               | Funchal (Portugal)  | Medalla de plata  | Solo técnico     |
| 2025               | Funchal (Portugal)  | Medalla de plata  | Dúo libre        |
| 2025               | Funchal (Portugal)  | Medalla de bronce | Solo libre       |